# Auguste Ricord
Pour les articles homonymes, voir Ricord.
Auguste Joseph Ricord, né le 26 avril 1911 à Marseille et mort en 1985, surnommé « il commandante », « Mr Héroïne » et « el viejo » (le vieux), est un malfaiteur connu pour avoir été membre de la Gestapo française. Après sa fuite en Amérique du Sud, il devient l'un des organisateurs  de la French Connection dans les années 1950. Il est condamné en janvier 1973 par un tribunal new-yorkais à vingt ans de prison, pour avoir introduit sur le sol des États-Unis plus de 6 tonnes d'héroïne entre 1967 et 1972.  

## Biographie
La première condamnation (pour extorsion de fonds) d'Auguste Ricord, alors âgé de 16 ans, est prononcée le 24 avril 1927 à Marseille. Proche de l'entourage de Paul Carbone et François Spirito, membres éminents de la pègre marseillaise, il est ensuite condamné à plusieurs reprises pour vol à main armée, recel et port d'arme prohibé. À Paris, il est fiché comme proxénète.  
En 1941 il rencontre Joseph Joanovici qui le présente à Henri Lafont, chef de la Gestapo française de la rue Lauriston. Ce dernier l'intègre au racket des établissements de nuit et des restaurants parisiens qui s'approvisionnent au marché noir, ainsi qu'au pillage des biens juifs. Les deux hommes s'associent dans l'exploitation de plusieurs cabarets et maisons closes. Ricord noue également des contacts avec une autre branche de la Gestapo française installée avenue Foch, ainsi qu'avec le Sicherheitdienst. Il possède deux débits de boisson à Pigalle et Saint Ouen ainsi qu'une maison de tolérance à Roubaix. 
En 1942, il est brièvement incarcéré à la suite d'un cambriolage et libéré sur intervention de Joanovici. L'année suivante, avec plusieurs comparses il vole 400 000 francs à un commerçant de Chérisy et lui extorque son stock d'essence et plusieurs pièces d'or. Arrêté par la police française, il est libéré sur intervention des autorités allemandes. Il sera condamné pour cela, le 24 octobre 1951, par la cour d'assises d'Eure-et-Loir à vingt ans de travaux forcés et dix ans d'interdiction de séjour. 

### La fuite en Argentine
À la Libération, Ricord fuit par l'Espagne et l'Italie, avant de gagner l'Amérique du Sud.  Selon certaines sources, il a quitté la rue Lauriston avec deux hommes de main de Lafont, emportant le trésor accumulé par celui-ci rue Lauriston : or, bijoux, devises, faux passeports. Ses deux acolytes seront assassinés en mars 1948 et janvier 1949. 
Condamné à mort en France pour intelligence avec l'ennemi, Ricord réapparaît en 1948 à Buenos Aires. Il se livre parallèlement à la traite des blanches et au proxénétisme. Même si l'un de ses anciens associés affirme que ses débuts en Argentine ont été difficiles et qu'il a commencé à gagner de l'argent après 1958, on constate qu'il est propriétaire d'une boîte de nuit réputée à Buenos Aires dès 1948. 
Lors de son procès à New York, il expliquera avoir débarqué en Argentine en 1947 avec un faux passeport français au nom de Lucien Dargelès. Les demandes d'extradition faites par la justice française restent lettre morte.  
Il prend la nationalité argentine et ouvre plusieurs restaurants et cabarets à Buenos Aires et au Venezuela. Il y accueille d'anciens collaborateurs et malfaiteurs qui fuient la police française et qu'il enrôle dans ses activités illégales. En dépit de ses contacts au sein de l'administration et de la police argentine, il est interpellé pour corruption et association illégale en 1957, après la chute de Juan Peron.   

### Fuite à Caracas puis au Paraguay
Devançant la demande d'extradition de la justice française, il se réfugie à Montevideo en juin 1957. Il s'installe ensuite à Caracas où il ouvre un cabaret et organise des cercles de jeux clandestins en dirigeant un réseau de traite des blanches. Il finit par s'implanter au Paraguay où il monte un restaurant, le Paris-Nice, à l'extérieur d’Asunción - son seizième établissement depuis son arrivée en Amérique du Sud. Il noue des liens avec l'entourage immédiat du dictateur paraguayen, le général Alfredo Stroessner. Il est chargé de trouver un pays à même de faire transiter la drogue exportée aux États-Unis.  

#### Trafic d'héroïne
Ricord se lance dans le trafic d'héroïne au milieu des années 60. En mai 1970, une note de l'Office central pour la répression du trafic illicite de stupéfiants (OCRTIS) indique à son sujet : « Actuellement à Asuncion (Paraguay), où il est propriétaire du restaurant Paris-Nice, cet individu est recherché à la suite d’une condamnation à la peine de mort et à la confiscation de ses biens par le tribunal militaire de Paris pour intelligence avec l’ennemi […] Autour de lui gravite toute une équipe d’anciens agents de la Gestapo ayant fui la France et qui se sont réfugiés en Amérique du Sud ». Plusieurs malfaiteurs français en cavale ont effectivement trouvé refuge auprès de lui : Christian David (assassin en 1966 à Paris du commissaire Galibert), André Condemine (ayant notamment participé à un vol à main armée sanglant à Mulhouse en 1958, condamné à mort en 1960 et retrouvé mort dans une malle en 1973), François Chiappe (proxénète ayant abattu un concurrent à Paris en 1964), Lucien Sarti (assassin d'un policier belge en 1966), Claude Pastou, Michel Nicoli... Il organise avec eux des filières d'exportation de l'héroïne raffinée dans les laboratoires clandestins marseillais vers les États-Unis, par l'itinéraire classique (Turquie-Marseille-New York) ou par le circuit latino-américain (Turquie-Marseille-Montevideo-Asuncion-Miami). Sur la dernière étape du circuit, le transport de l'héroïne est confié aux petits avions privés pilotés par des aviateurs contrebandiers. L'organisation de Ricord a des liens avec la Mafia sicilienne dont le représentant en Amérique du sud est Tommaso Buschetta.
D'autres trafiquants notoires rejoignent son réseau, tels Jean-Claude Kella et Laurent Fiocconi. Le 19 avril 1968, Ricord est arrêté avec Lucien Sarti et François Chiappe, pour son implication supposée dans le braquage de la Banque d'Argentine. Tous les trois sont libérés par manque de preuves.
En 1972, Nelson Gross, conseiller spécial du secrétaire d'État américain et coordinateur pour les questions internationales de drogue, indiquera que le réseau Ricord envoyait au moins 1 000 kilos de drogue chaque année aux États-Unis, et peut-être même entrait-il pour un tiers dans l'approvisionnement du marché américain. En mars 1971, Auguste Ricord est mis en cause auprès des autorités américaines, qui réclament aussitôt son extradition aux autorités paraguayennes. Son nom a été donné au Bureau of Narcotics and Dangerous Drugs par cinq comparses interpellés alors qu'ils tentaient d'introduire une cinquantaine de kilos d'héroïne aux États-Unis dans un avion de tourisme. Il est arrêté alors qu'il cherche à quitter le Paraguay pour l'Argentine.  Il est incarcéré à Asuncion, où il jouit d'un traitement de faveur lié, selon les autorités américaines, à l'implication de plusieurs officiers supérieurs paraguayens dans le trafic d'héroïne. Sous la pression du département d'État, le Paraguay accepte de l'extrader vers les États-Unis le 3 septembre 1972. 
Il est condamné en janvier 1973 par un tribunal new-yorkais à vingt ans de prison, reconnu coupable d'avoir introduit sur le sol des États-Unis, via l'Amérique du Sud, plus de 6 tonnes d'héroïne entre 1967 et 1972. Le montant de ce trafic a été estimé à l'époque à quelque 3 milliards de dollars. Souffrant de paralysie et d'aphasie, il est libéré le 9 mars 1983. Il retourne au Paraguay, où il meurt en 1985.